# Affaire Lydienne Taba
L'affaire Lydienne Taba est une affaire criminelle camerounaise concernant le meurtre de Lydienne Taba, une jeune fille de Kribi au Cameroun, par un sous-préfet en service.

## Déroulement
La jeune fille de 23 ans est tuée par balle dans la nuit du 24 au 25 juillet 2020 au domicile du sous préfet à Kribi. Il a 30 ans et elle 23 ans et est enceinte au moment de sa mort. Franck Derlin Eyono Ebanga, ancien Sous-préfet de Lokoundje, déclare que le coup de feu est un accident de manipulation de son arme.
Lydienne Taba obtient son diplôme, le BTS, à titre posthume.

## Suites
L'affaire est requalifiée de meurtre à assassinat.
Le 06 mars 2024, après 4 ans, le procès débouche sur une condamnation du sous-préfet à 10 années de prison et 45 millions de FCFA de dommages et intérêts,,.
Maitre Dominique Fousse fait partie des avocats chargés de la défense de la plainte de la famille de Lydienne Taba.